# Da Funk
«Da Funk» es una pista instrumental de Daft Punk, incluida en su álbum debut, Homework. Fue lanzado inicialmente como un sencillo en 1995 bajo la licencia de Soma Quality Records y otra vez en 1996 bajo la licencia de Virgin Records. El sencillo incluye un lado B con la canción «Musique», la cual fue incluida en el álbum recopilatorio Musique Vol. 1 1993–2005. «Da Funk» y el video musical dirigido por Spike Jonze se consideran clásicos de la música house de la década de los 1990.
En septiembre de 2010, Pitchfork incluyó la canción en el puesto 18 en su «Top 200 canciones de los años 90» (Top 200 Tracks of the 90s).

## Vídeo musical
El vídeo musical fue dirigido por Spike Jonze y titulado Big City Nights. Se centra en el personaje de Charles (Tony Maxwell), un perro antropomorfo con un yeso en la pierna, una muleta y vestido con ropa urbana. Charles, que ha vivido en Nueva York por solo un mes, se muestra caminando con un estéreo portátil que está reproduciendo "Da Funk" a volumen alto. Su tipo de caminar es burlada por un par de niños. Él es rechazado cuando intenta participar en una encuesta pública. Su estéreo molesta a un vendedor de libros en la acera de la que Charles compra una novela de bolsillo titulada Big City Nights. Charles conoce a una mujer llamada Beatrice (Catherine Kellner), que una vez su vecina durante su infancia. Se ponen de acuerdo para ir a cenar a su casa, viajando a través de un autobús. Beatrice sube al autobús, pero Charles se sobresalta al ver un letrero que dice "NO RADIOS". Como él no es capaz de apagar su estéreo (que anteriormente se indica que tiene roto/perdido el botón que falta) de mala gana se queda en la parada de autobús, mientras el autobús se marcha con Beatrice.
Aunque el vídeo ha elaborado varias interpretaciones, Thomas Bangalter ha declarado:

No hay historia. Es sólo un hombre-perro con su boombox en Nueva York. El resto no tiene la intención de decir nada. La gente está tratando de explicarla: ¿Se trata de la tolerancia humana? ¿Integración? ¿Urbanismo? Realmente no hay mensaje. Habrá una segunda parte algún día.

### Vídeo de "Fresh"
Charles volvería en el vídeo musical para la canción de Daft Punk "Fresh", que es también del álbum Homework. En este vídeo él es un actor grabando escenas para una película en la playa. Cuando la sesión del día se termina, discute algunas técnicas con el director y luego se encuentra con Beatrice; que, aparentemente son novio y novia. Los dos hacen planes para ir a un restaurante a cenar. Charles entra al convertible rojo de Beatrice y conducen hacia el atardecer. 
El concepto de este vídeo es lo contrario de la historia de "Da Funk". "Fresh" fue dirigido por Daft Punk; Jonze hace una aparición como el director de la película de Charles. De acuerdo con el audiocomentario de D.A.F.T., Daft Punk quería que Charles volviera en un entorno feliz, para animar a los aficionados que lo vieron en una situación deprimente en el vídeo de "Da Funk".

## Lista de canciones

### 12"
Lado A
1. «Da Funk» – 5:35

Lado B
1. «Musique» – 6:52

### Soma 25 12"
Lado A
1. «Da Funk» – 5:30

Lado B
1. «Rollin' & Scratchin'» – 7:38

### CD
1. «Da Funk» (edición de radio)
2. «Musique»
3. «Ten Minutes of Funk»

### 5 canciones de DJ
1. «Da Funk» (edición corta) – 2:41
2. «Da Funk» (edición larga) – 3:48
3. «Da Funk» (versión LP) – 5:35
4. «Ten Minutes of Funk» – 10:08
5. «Call Out Hook» – 0:10

## Posicionamiento en listas y certificaciones
| Lista (1996-97)                         | Mejor posición |
| --------------------------------------- | -------------- |
| Australia (ARIA)                        | 31             |
| Bélgica (Flandes) (Ultratop 50)         | 20             |
| Bélgica (Valonia) (Ultratop 50)         | 9              |
| Estados Unidos (Bubbling Under Hot 100) | 8              |
| Estados Unidos (Hot Dance Club Songs)   | 1              |
| Francia (SNEP)                          | 7              |
| Finlandia (OFC)                         | 16             |
| Irlanda (IRMA)                          | 20             |
| Italia (Italian Singles Chart)          | 11             |
| Países Bajos (Mega Single Top 100)      | 96             |
| Reino Unido (UK Singles Chart)          | 7              |
| Suecia (Sverigetopplistan)              | 33             |

| País    | Organismo certificador | Certificación  | Ref.   |
| ------- | ---------------------- | -------------- | ------ |
| Francia | SNEP                   | Disco de Plata | [ 16 ] |

### Sucesión en listas
| Anterior: «That Sound» de Pump Friction | Hot Dance Club Songs — Sencillo Nro 1 17 de mayo de 1997 — 23 de mayo de 1997 | Siguiente: «I Miss You» de Björk |